# Estación de Buzenval
La estación de Buzenval es una estación del metro de París situada en el XX Distrito de la ciudad, al este de la capital. Pertenece a la línea 9. 

## Historia
Fue inaugurada el 10 de diciembre de 1933.
La estación debe su nombre a la antigua comuna de Buzenval, escenario de la batalla de Buzenval. 

## Descripción
Se compone de dos vías y de dos andenes laterales de 105 metros.
Está diseñada en bóveda elíptica revestida completamente de los clásicos azulejos blancos aunque en este caso son planos, sin biselar. Su iluminación ha sido renovada empleando el modelo vagues (olas) con estructuras casi adheridas a la bóveda que sobrevuelan ambos andenes proyectando la luz en varias direcciones.
La señalización por su parte usa la moderna tipografía Parisine donde el nombre de la estación aparece en letras blancas sobre un panel metálico de color azul. Por último, los asientos siguen el estilo ouï-dire combinando asientos convencionales con bancos que por su altura solo permiten apoyarse.

## Accesos
Dispone de dos accesos, todos ellos en la calle de Avron.